# Frontière entre le Honduras et le Royaume-Uni
La frontière entre le Honduras et le Royaume-Uni est entièrement maritime et se situe en mer des Caraïbes au niveau des Îles Caïmans.
En décembre 2001, un traité fut formalisé avec une ligne de démarcation qui commence au Royaume-Uni - Honduras - Cuba selon sur 3 points
- Point A : 19° 27′ 57″ N, 83° 35′ 50″ O
- Point B : 17° 35′ 03″ N, 82° 21′ 00″ O
- Point C : 17° 35′ 03″ N, 80° 49′ 59″ O

Il n'a pas été possible, pour le moment, de compléter la délimitation maritime au-delà du point C. Il est toutefois convenu entre les Parties que la délimitation du point C sera, le moment venu, poursuivie en direction de l'est jusqu'à rencontrer le tripoint entre les limites des zones maritimes sous la juridiction respective des Parties et une autre.
Des dispositions concernant la pêche des navires des îles Caïmans dans la zone des bancs Misteriosa et Rosario sont établies.